# Кошара (Гомельская область)
Кошара (бел. Кашара) — деревня в Дворецком сельсовете Рогачёвского района Гомельской области Беларуси.
Около деревни расположено месторождение суглинков.

## География

### Расположение
В 18 км на запад от районного центра и железнодорожной станции Рогачёв (на линии Могилёв — Жлобин), 139 км от Гомеля.

## Транспортная сеть
На автодороге Бобруйск — Рогачев. Планировка состоит из прямолинейной улицы, близкой к широтной ориентации, к которой присоединяются с севера 2 переулка. Застройка двусторонняя, деревянная и кирпичная, усадебного типа. В 1986-87 годах построены кирпичные дома на 50 семей, в которых разместились переселенцы из мест загрязнённых радиацией в результате катастрофы на Чернобыльской АЭС.

## История
По письменным источникам известна с XIX века как селение в Тихиничской волости Рогачёвского уезда Могилёвской губернии. По ревизским материалам 1858 года в составе поместья Тихиничи, владение помещика И. Аскерко. В 1880 году рядом работал смоляной завод. Согласно переписи 1897 года, рядом находился одноимённый фольварке. В 1910 году открыта церковно-приходская школа, которая размещалась в наёмном крестьянском доме. В 1924 году для школы построено здание.
В 1930 году организован колхоз «Ленинская жизнь», работали кузница, столярная мастерская, шерсточесальня и ветряная мельница. Во время Великой Отечественной войны на фронтах и в партизанской борьбе погибли 140 жителей из деревень Дворецкого сельсовета, память о них увековечивает стела, установленная в 1977 году около Дома культуры. Центр колхоза «Ленинская жизнь». Расположены лесничество, Дом культуры, библиотека, фельдшерско-акушерский пункт, детские ясли-сад, магазин.

## Население

### Численность
- 2004 год — 162 хозяйства, 441 житель.

### Динамика
- 1868 год — 5 дворов 49 жителей.
- 1897 год — 26 дворов 189 жителей; в фольварке 2 двора, 5 жителей (согласно переписи).
- 2004 год — 162 хозяйства, 441 житель.